# Barry Gardiner
Pour les articles homonymes, voir Gardiner.
Barry Gardiner Strachan (né le 10 mars 1957) est un homme politique britannique du parti travailliste politique, député pour Brent Nord depuis 1997.
Il sert sous Tony Blair et Gordon Brown en tant que ministre adjoint au Bureau pour l'Irlande du Nord, au Département de la productivité, de l'énergie et de l'industrie, au Département du commerce et de l'industrie et enfin au Département de l'Environnement, de l'Alimentation et des Affaires rurales.

## Jeunesse, éducation et début de carrière
Il est le fils du footballeur olympique John Gardiner, et est né à Glasgow, en Écosse. Sa mère suit une formation de chirurgien et est la première femme à remporter la médaille d'or en chirurgie à l'Université de Glasgow. Il fait ses études au High School of Glasgow, à Haileybury et à l'Imperial Service College et à l'Université de St Andrews où il obtient une maîtrise. Il est ensuite pendant deux ans secrétaire régional écossais à plein temps du Student Christian Movement. Dans sa jeunesse, il envisage de devenir prêtre et commence à s'identifier politiquement au Christianisme social et au Socialisme démocratique, identités qui sont encore les siennes à ce jour.
En 1983, il reçoit une bourse Kennedy Memorial Trust pour étudier la philosophie à l'Université Harvard sous John Rawls, retournant à la recherche au Corpus Christi College, Cambridge pendant trois ans à partir de 1984. Il travaille comme associé principal dans l'assurance maritime et l'arbitrage avant son élection au Parlement.
Il est élu conseiller du conseil municipal de Cambridge en 1988, devenant maire de la ville en 1992 le plus jeune des 800 ans d'histoire de la ville. Il quitte le conseil en 1994.

## Carrière parlementaire
Il se présente dans la circonscription londonienne de Brent North lors des Élections générales britanniques de 1997 battant le député conservateur sortant Rhodes Boyson par 4 019 voix. Il prononce son premier discours le 4 juillet 1997.
À la Chambre des communes, il siège à quatre comités spéciaux, le Comité de la procédure et le Comité spécial de la radiodiffusion, le Comité des comptes publics et le Comité mixte sur la consolidation des projets de loi. Il est président du comité du groupe travailliste pour la culture, les médias et les sports et vice-président du comité pour le Trésor. Il est président des Labour Friends of India et donne des conférences à l'Académie de l'économie nationale de Moscou. Il est un ancien vice-président des Labour Friends of Israel.
Il devient Secrétaire parlementaire privé du ministre d'État à l'Intérieur, Beverley Hughes, en 2002. En 2004, il est nommé sous-secrétaire d'État parlementaire au Bureau pour l'Irlande du Nord, occupant le même poste au ministère du Commerce et de l'Industrie après les Élections générales britanniques de 2005. Il rejoint le DEFRA lors du remaniement de mai 2006 et  quitte le gouvernement en juin 2007 pour redevenir Secrétaire parlementaire privé, cette fois au Secrétaire d'État aux Affaires, à l'Énergie et à la Stratégie industrielle.
Le nouveau Premier ministre Gordon Brown le nomme représentant spécial pour les forêts en juillet 2007. Il quittz ce poste "par consentement mutuel" le 13 septembre 2008 après avoir rejoint d'autres députés travaillistes en déclarant qu'un député devait se présenter contre Gordon Brown. Il accuse Brown de "perte de crédibilité internationale et manœuvres politiques timorées que le public ne peut pas comprendre".
Le rapport Legg, sur le scandale des notes de frais, en 2009, demande à Gardiner de rembourser 174,17 £ pour les intérêts hypothécaires payés en trop en 2005-2006, bien qu'il ait remboursé volontairement 15 404,07 £ en avril 2009.

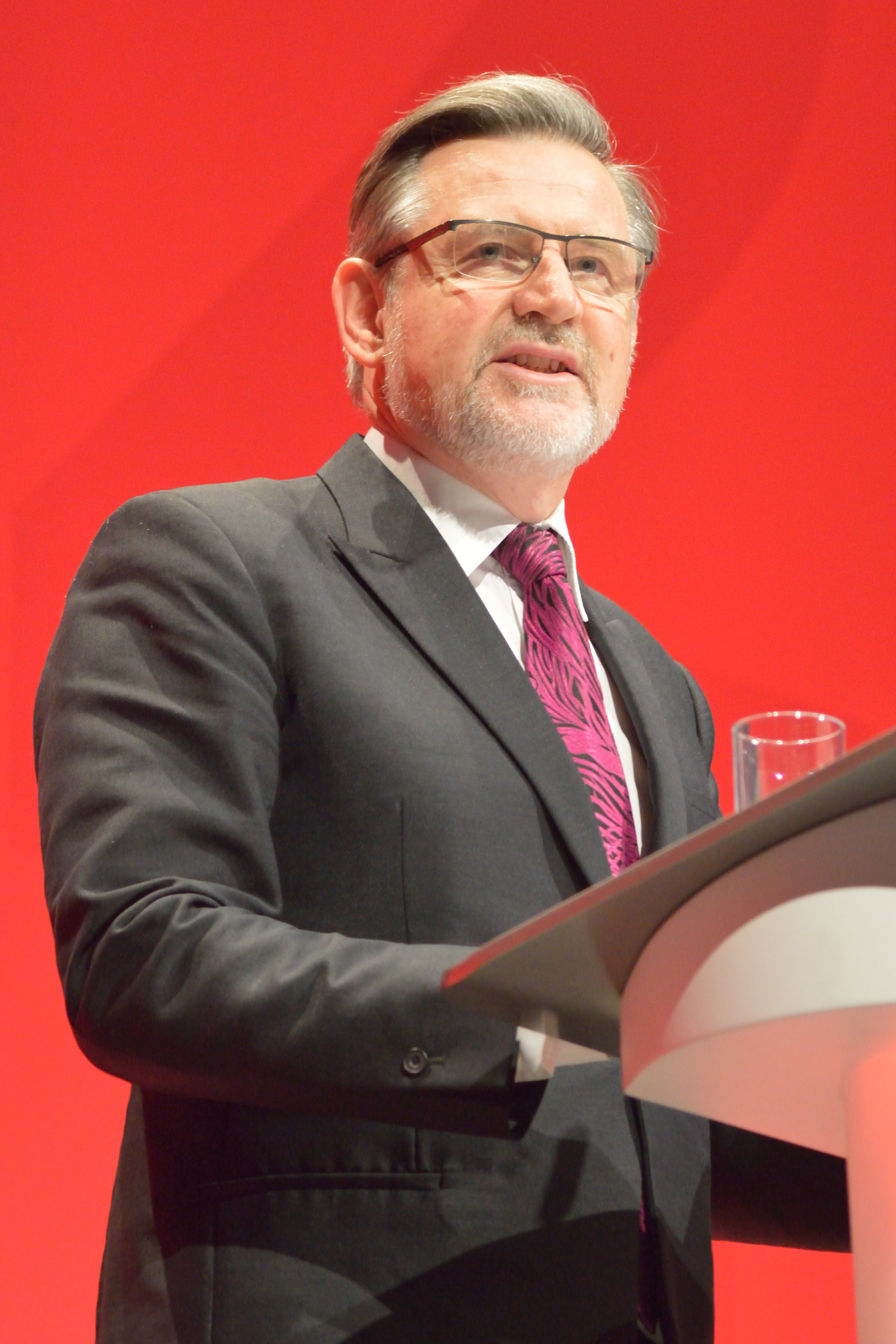
Gardiner prononçant son discours à la conférence du parti travailliste 2016

Il soutient David Miliband aux élections à la direction du parti travailliste de 2010, mais ne soutient personne aux élections de 2015 ou 2016.
Il est nommé ministre fantôme de l'environnement naturel et des pêches en juillet 2013. Il a été auparavant ministre de la biodiversité au Département de l'environnement, de l'alimentation et des affaires rurales en 2006 et 2007, et est envoyé spécial d'Ed Miliband pour l'environnement et le changement climatique entre 2011 et 2013.
En février 2017, The Times révèle que depuis septembre 2015, Gardiner a reçu 182 284 £ en dons en espèces divulgués de Christine Lee &amp; Co, qui agit en tant que conseiller juridique en chef de l'ambassade de Chine. Avant cela, son comité de circonscription a reçu des dons en espèces de Christine Lee & Co de 22 500 £ entre 2009 et 2015. Le journal révèle également qu'une partie de cet argent a été utilisée pour financer l'emploi de Daniel Wilkes (fils du fondateur de l'entreprise) dans ses bureaux parlementaires. Alistair Graham, ancien président de la Commission des normes de la vie publique, qualifie la situation de "bizarre" et déclare "qu'il y a clairement des questions auxquelles il faut répondre".
Il soutient la Chine dans ses portefeuilles fantômes, en particulier en ce qui concerne le développement de la centrale nucléaire de Hinkley Point C. Il exhorte Theresa May à dire à la Chine que la Grande-Bretagne voulait un investissement solide dans les projets d'infrastructure, et a décrit sa décision de suspendre l'accord comme "politiquement stupide" et équivaut à "fermer UK Plc". Gardiner critique par la suite May pour avoir négocié un "accord d'arnaque" sur son développement.